# República da Macedônia nos Jogos Olímpicos de Inverno de 2010

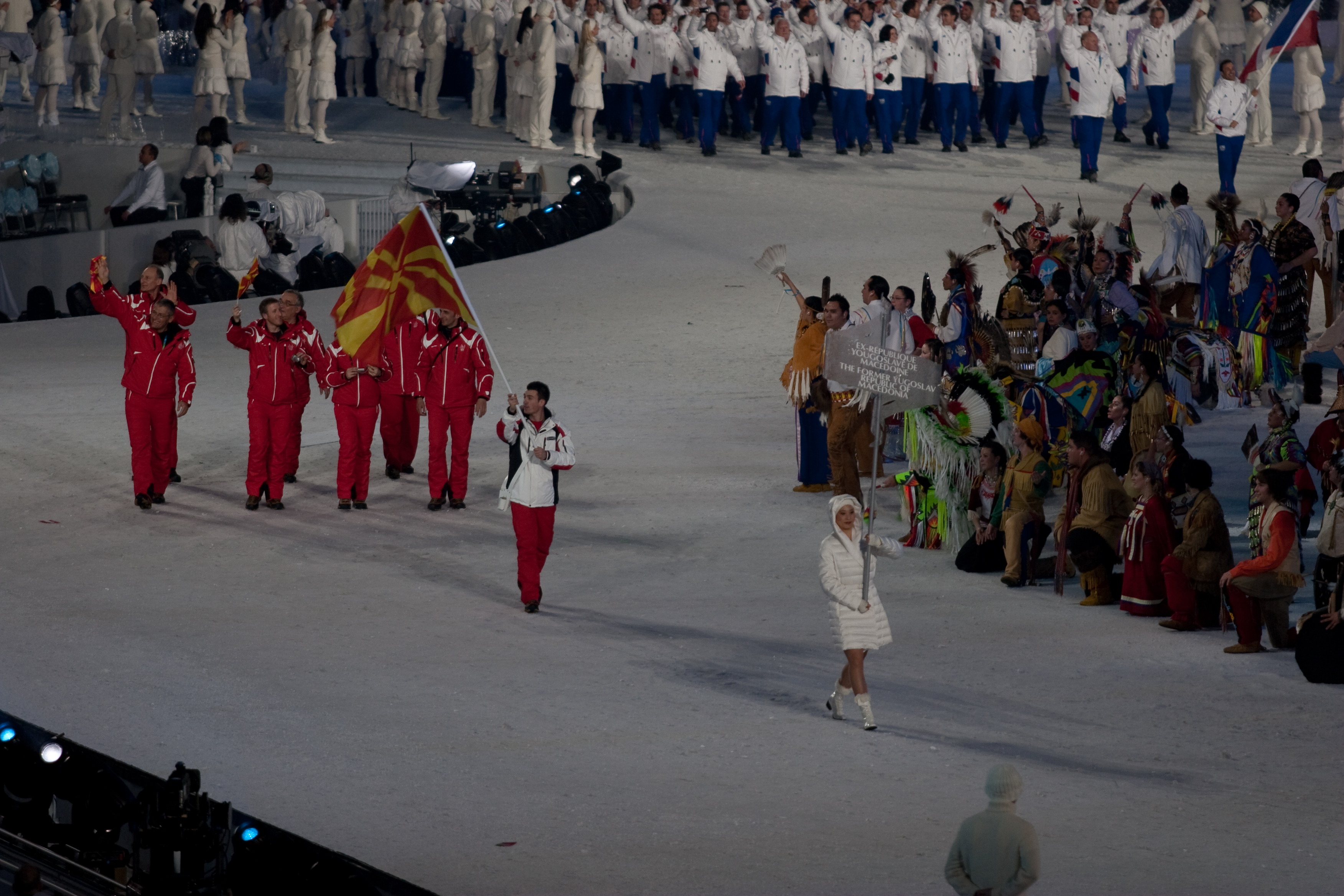
Atletas da Macedônia na abertura das Olimpíadas

A Macedônia (oficialmente Antiga República Iugoslava da Macedônia, FYROM) participou dos Jogos Olímpicos de Inverno de 2010, realizados na cidade de Vancouver, no Canadá. Foi a quarta aparição do país em Olimpíadas de Inverno.

## Desempenho

### Esqui alpino
Masculino
| Atleta            | Evento         | Corrida 1 | Corrida 2 | Total   | Pos. |
| ----------------- | -------------- | --------- | --------- | ------- | ---- |
| Antonio Ristevski | Slalom         | DNF       | DNF       | DNF     | DNF  |
| Antonio Ristevski | Slalom gigante | 1:24.29   | 1:27.61   | 2:51.90 | 53º  |

### Esqui cross-country
Feminino
| Atleta         | Evento      | Final   | Final |
| Atleta         | Evento      | Total   | Pos.  |
| -------------- | ----------- | ------- | ----- |
| Rosana Kiroska | 10 km livre | 34:45.8 | 76º   |

Masculino
| Atleta            | Evento      | Final   | Final |
| Atleta            | Evento      | Total   | Pos.  |
| ----------------- | ----------- | ------- | ----- |
| Darko Damjanovski | 15 km livre | 41:48.2 | 85º   |

Legenda
| Recorde mundial      | Recorde mundial (World record)               |                       | Recorde africano                      | Recorde africano (African) |                                           | Q | Classificado por posição (Qualified) |
| Recorde olímpico     | Recorde olímpico (Olympic record)            | Recorde da América    | Recorde da América (Americas)         | q                          | Classificado por melhor tempo (Qualified) |   |                                      |
| Melhor marca do ano  | Melhor marca do ano (World leading)          | Recorde asiático      | Recorde asiático (Asian)              | DNS                        | Não largou (Did not start)                |   |                                      |
| Recorde nacional     | Recorde nacional (National record)           | Recorde europeu       | Recorde europeu (European)            | DNF                        | Não terminou (Did not finish)             |   |                                      |
| Recorde pessoal      | Recorde pessoal do atleta (Personal best)    | Recorde da Oceania    | Recorde da Oceania (Oceania)          | DSQ / DQ                   | Desclassificado (Disqualified)            |   |                                      |
| Recorde da temporada | Recorde da temporada do atleta (Season best) | Recorde sul-americano | Recorde sul-americano (South America) | NM                         | Sem marca (No mark)                       |   |                                      |